# 포항 법광사지
포항 법광사지(浦項 法光寺址)는 대한민국 경상북도 포항시 북구 신광면 상읍리에 있는 남북국 시대 신라의 사찰터이다. 2008년 1월 30일 대한민국의 사적 제493호로 지정되었다.

## 개요
법광사는 통일신라시대에 창건된 것으로 추정되며, 여러 차례의 화재로 인하여 목조건물은 피해를 입었으나 석탑, 당간지주, 귀부, 불상좌대 등이 남아 있다.
지표 아래에 초석 및 장대석이 온전하게 보존되어 있으며, 특히 추정 금당유구는 고식 평면형식을 따르고 있어 지금까지 한국에서 쉽게 볼 수 없는 중요한 자료로 평가되고 있다.

## 참고 문헌
- 포항 법광사지 - 국가유산청 국가유산포털